# Pettnau
Pettnau ist eine Gemeinde mit 1114 Einwohnern (Stand 1. Jänner 2024) im Bezirk Innsbruck-Land in Tirol (Österreich).  Die Gemeinde liegt im Gerichtsbezirk Telfs.

## Geografie
Pettnau (nicht zu verwechseln mit Pettneu am Arlberg) liegt im Inntal westlich von Innsbruck. Vom Inn, der in etwa 600 Meter über dem Meer fließt, steigt das Land nach Norden bewaldet auf knapp 1500 Meter an. Die Gemeinde ist über zehn Quadratkilometer groß. Davon sind zwei Drittel bewaldet, ein Fünftel wird landwirtschaftlich genutzt, drei Prozent entfallen auf Gewässer.

### Gemeindegliederung
Die langgestreckte Gemeinde nördlich des Inn besteht, von Osten nach Westen, aus den Ortsteilen
- Dirschenbach
- Leiblfing
- Tiefental
- Unterpettnau
- Mitterpettnau
- Kellertal
- Oberpettnau

### Nachbargemeinden
| Telfs     |                                             | Reith bei Seefeld |
|           | Kompassrose, die auf Nachbargemeinden zeigt | Zirl              |
| Flaurling | Polling Hatting                             | Inzing            |

## Geschichte
Die Besiedlung des Gemeindegebietes dürfte um 800 erfolgt sein. Die erste urkundliche Erwähnung betrifft den Ortsteil Leiblfing. Im Jahr 1238 übergab der Probst Heinrich von Wilten Güter an Kuno den Libolvinger. Diese lateinische Urkunde mit dem Namen des ersten Leiblfingers befindet sich heute im Stiftsarchiv Wilten.
„Pettnau“ kommt erstmals im Inntaler Steuerbuch im Jahr 1312 vor. Weiters findet sich ein Kaufvertrag, in dem 1382 der Alte Bernhard von der Pettnau und seine Frau Adelheid den Hof des „Oswald dem Milser“ in Ober-, Unterpettnau und Mühlberg kaufen. Das Inntal war damals ein sumpfiges Gebiet. Als die Bewohner versuchten, den Inn zurückzudrängen und urbares Land zu gewinnen, kam es 1418 zum Streit mit den Gemeinden südlich des Inn.
Der Theresianische Kataster des Jahres 1775 führt Pettnau als Steuergemeinde, seit 1817 ist Pettnau eine eigenständige Gemeinde.

### Ortsname
Der Ortsname setzt sich vermutlich aus dem mittelhochdeutschen Wort „bette“ bzw. „pette“, was so viel wie Mulde oder Tümpel bedeutet, und dem Wort „Au“ zusammen. Folglich bezieht sich der Ortsname auf die Innauen, die jedoch durch das Anlegen des künstlichen Bachbettes verschwanden. In der Chronik erscheinen veraltete Varianten des Ortsnamens wie „Pettnave“ oder „Pettenawe“.
Der Name des Ortsteils Leiblfing geht auf die Einwanderung der Bajuwaren zurück. Die ansässige Sippe nannte sich vermutlich „Leuwolf“ oder „Libolv“, die Endung -ing ist typisch für bajuwarische Siedlungen.

### Bevölkerungsentwicklung
EinwohnerJahr200400600800100012001860189019201950198020102040EinwohnerEinwohnerentwicklung von Pettnau

## Kultur und Sehenswürdigkeiten

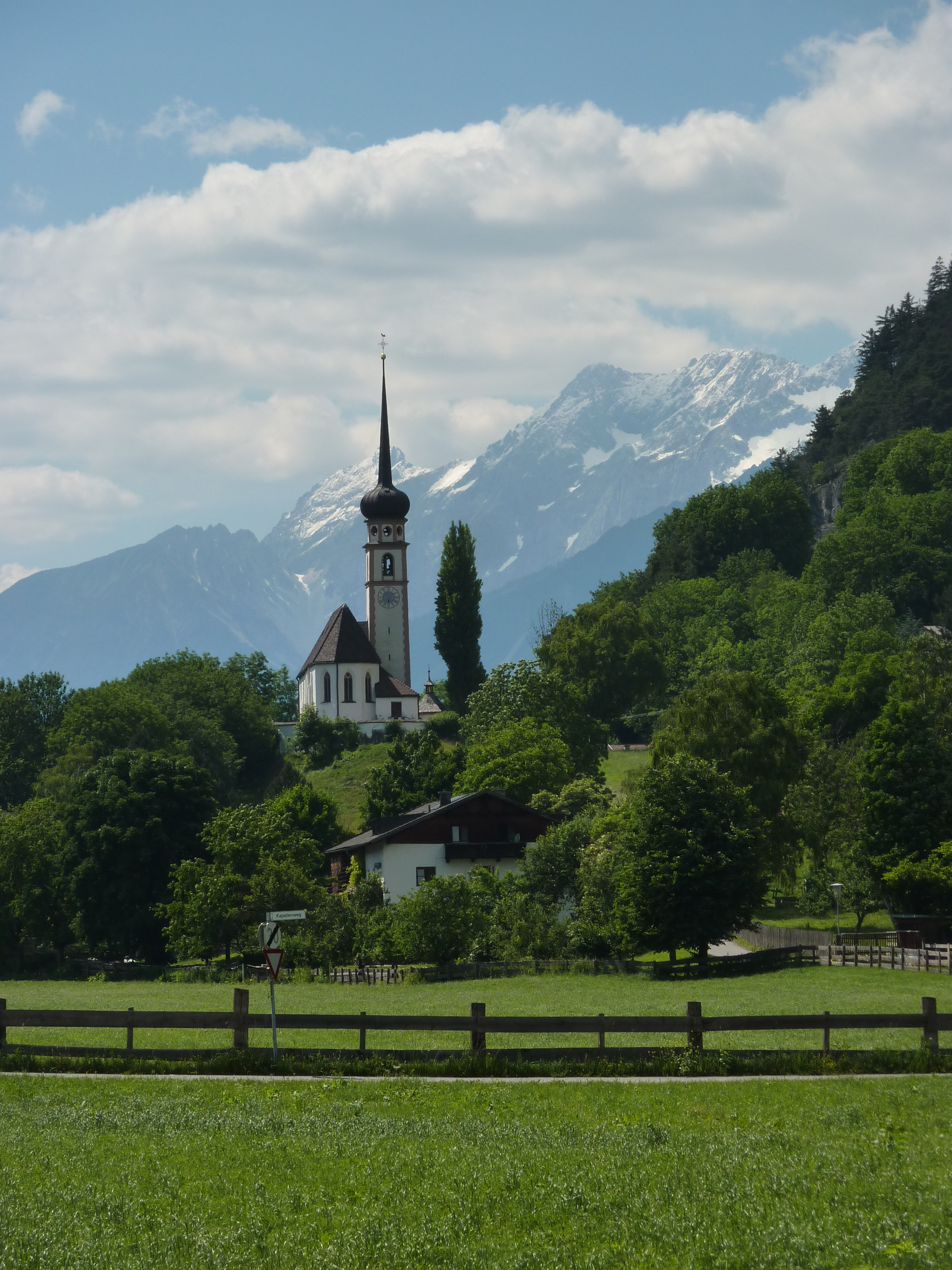
Pfarrkirche Leiblfing in Tirol

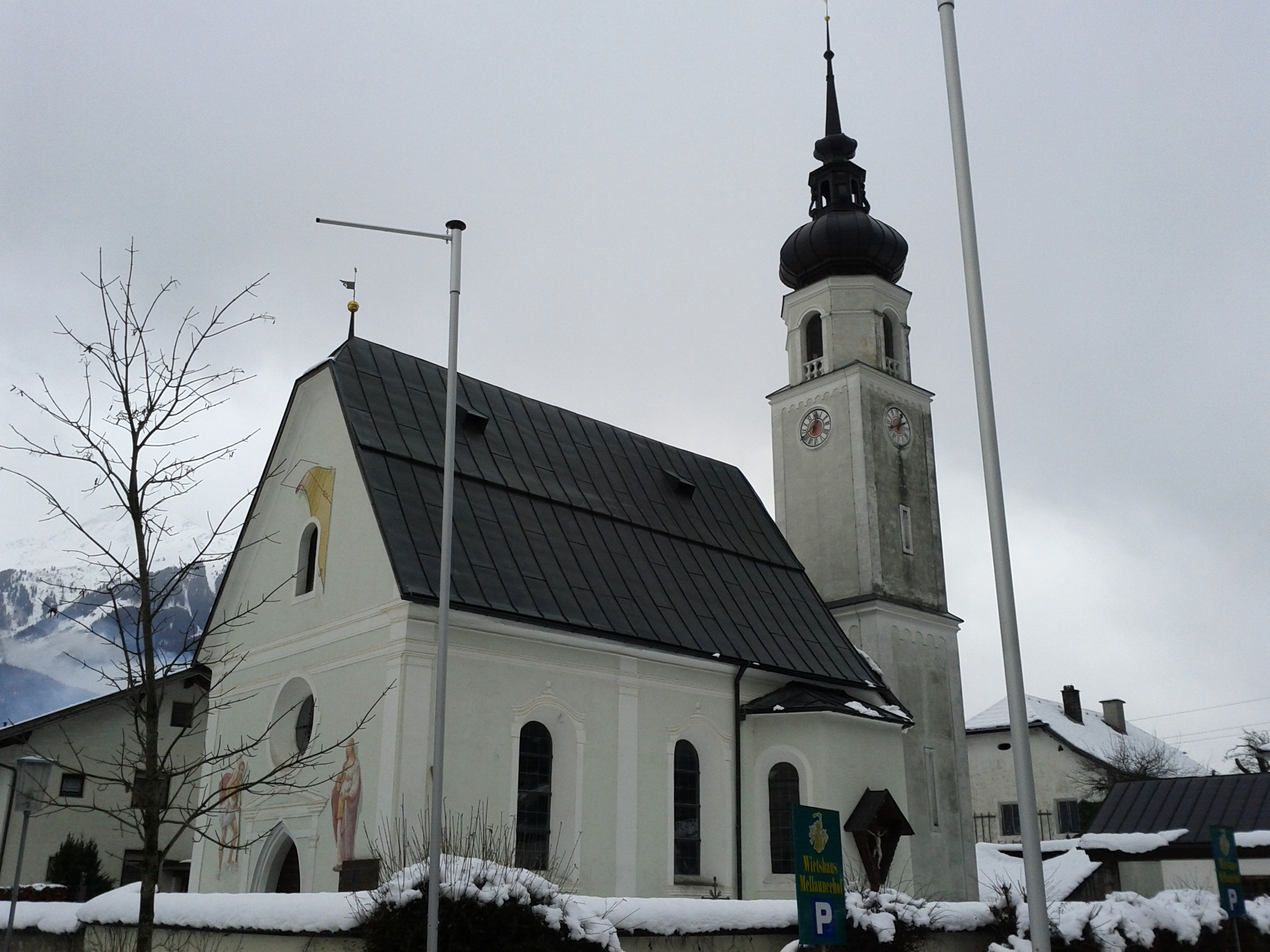
Filialkirche Oberpettnau

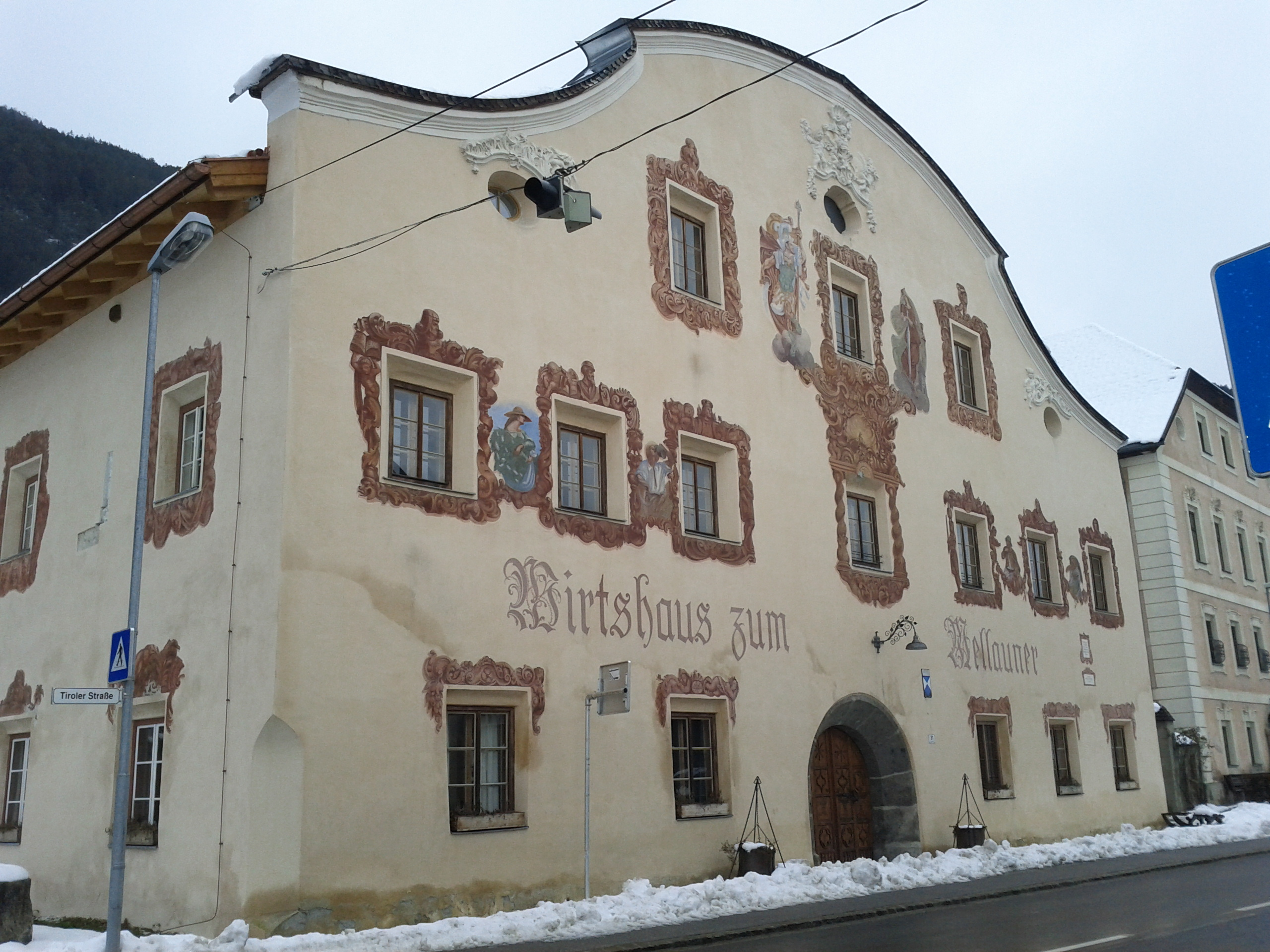
Mellaunerhof

- Katholische Pfarrkirche Leiblfing in Tirol hl. Georg
- Katholische Filialkirche Oberpettnau hl. Josef
- Der Mellaunerhof mit barocker Lüftlmalerei ist seit 1291 überliefert und gehört somit zu den ältesten Wirtshäusern Tirols. Früher diente er als Salzumschlagplatz und Poststation, denn zwischen Pettnau, Flaurling und Hatting bestand regelmäßiger Fährverkehr über den Inn.

## Wirtschaft und Infrastruktur

### Wirtschaftssektoren
Von den dreißig landwirtschaftlichen Betrieben des Jahres 2010 wurden zwölf im Haupt-, sechzehn im Nebenerwerb und je eine von einer Personengemeinschaft und einer juristischen Person geführt. Diese letzte bewirtschaftete 44 Prozent der Flächen. Der größte Arbeitgeber im Dienstleistungssektor war der Bereich Beherbergung und Gastronomie mit 72 Erwerbstätigen.
| Wirtschaftssektor            | Anzahl Betriebe | Anzahl Betriebe | Erwerbstätige | Erwerbstätige |
| Wirtschaftssektor            | 2011            | 2001            | 2011          | 2001          |
| ---------------------------- | --------------- | --------------- | ------------- | ------------- |
| Land- und Forstwirtschaft 1) | 30              | 37              | 22            | 36            |
| Produktion                   | 10              | 6               | 35            | 25            |
| Dienstleistung               | 42              | 23              | 161           | 186           |

1) Betriebe mit Fläche in den Jahren 2010 und 1999

### Arbeitsmarkt, Berufspendler
Im Jahr 2011 lebten beinahe 500 Erwerbstätige in Pettnau. Davon arbeiteten hundert in der Gemeinde, achtzig Prozent pendelten aus.

### Fremdenverkehr
Die Gemeinde zählt rund 10.000 Übernachtungen jährlich. Der Großteil davon entfällt auf die Monate Juni, Juli und August.

### Verkehr
An der Inntalautobahn befindet sich die Autobahnraststätte Pettnau, die von beiden Fahrtrichtungen angefahren werden kann. Zwar hat Pettnau keine eigene Autobahnausfahrt, aber über Zufahrt der Autobahnraststätte Pettnau kann auf die Inntalautobahn auf- und abgefahren werden.

## Politik

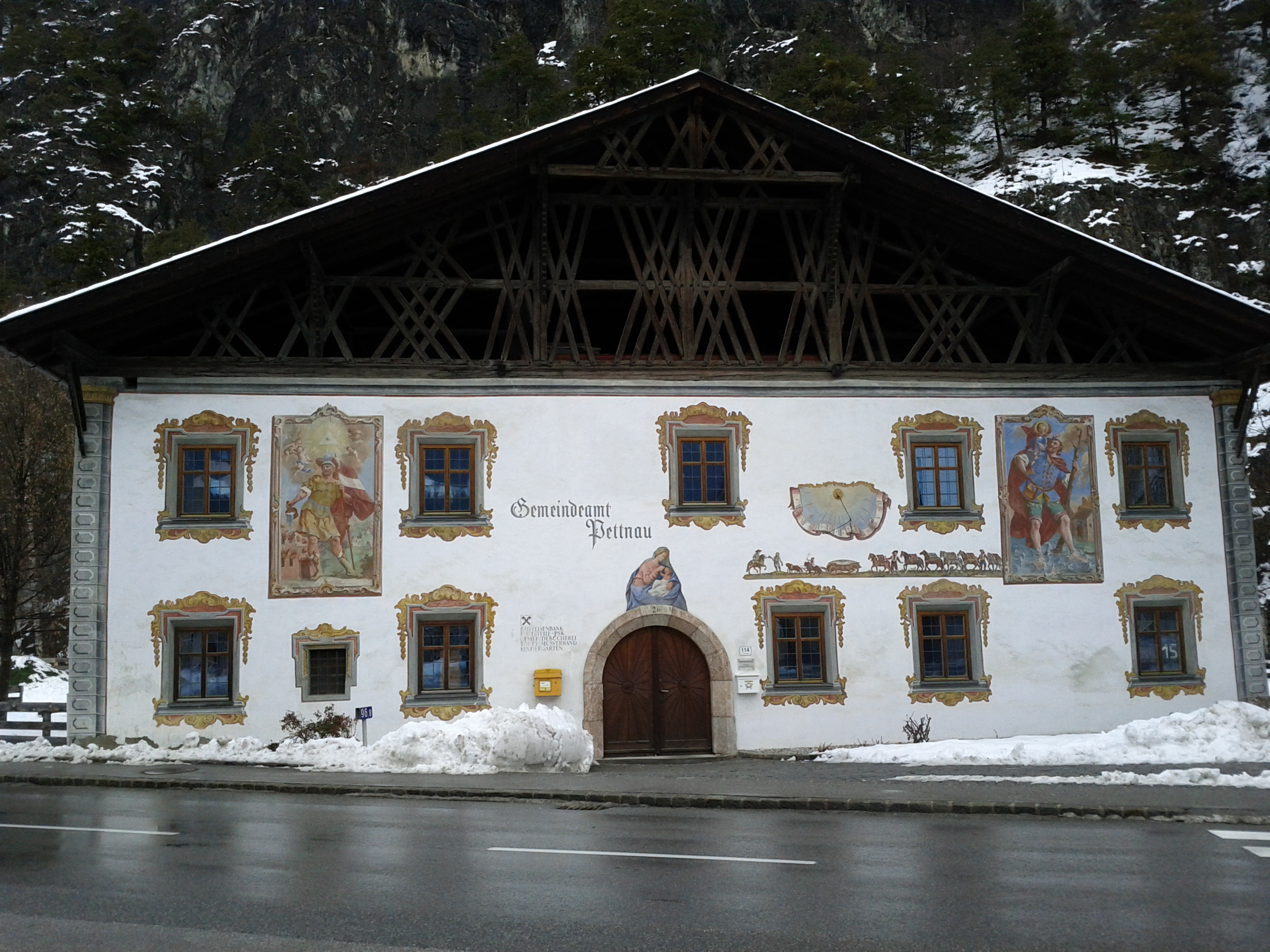
Gemeindeamt

Die letzten Gemeinderats- und Bürgermeisterwahlen fanden am 27. Februar 2022 statt.

### Gemeinderat
Der Gemeinderat besteht aus 11 Mitgliedern und setzt sich seit der Gemeinderatswahl 2022 wie folgt zusammen:
| Wählergruppe                     | Prozent | Stimmen | Sitze im Gemeinderat |
| -------------------------------- | ------- | ------- | -------------------- |
| Allgemeine Liste Pettnau – ALP   | 47,04   | 278     | 5                    |
| Liste Pettnau Franz Haider – LPH | 40,61   | 240     | 5                    |
| Alternative für Pettnau – AFPA   | 12,35   | 73      | 1                    |

### Bürgermeister
Bei der Bürgermeisterwahl 2022 wurde Martin Schwaninger wieder zum Bürgermeister gewählt.
| Bürgermeisterkandidat | Prozent | Stimmen |
| --------------------- | ------- | ------- |
| Martin Schwaninger    | 51,95   | 319     |
| Franz Haider          | 37,62   | 231     |
| Angelika Auer         | 10,42   | 64      |

### Wappen
Das 1973 verliehene Gemeindewappen zeigt den heiligen Christophorus, der das Jesuskind auf seinen Schultern übers Wasser trägt. Der Patron der Fährleute erinnert daran, dass auf dem Gemeindegebiet von Pettnau einst drei Fähren über den Inn führten.

## Persönlichkeiten
- Friedrich Haider (1921–2009), Volkskundler, Brauchtumsforscher und Rundfunkmitarbeiter